# Chiesa di San Carlo Borromeo (Molveno)
La chiesa di San Carlo Borromeo è la parrocchiale di Molveno, in Trentino. Fa parte della zona pastorale di Mezzolombardo dell'arcidiocesi di Trento e risale al XVI secolo.

## Storia

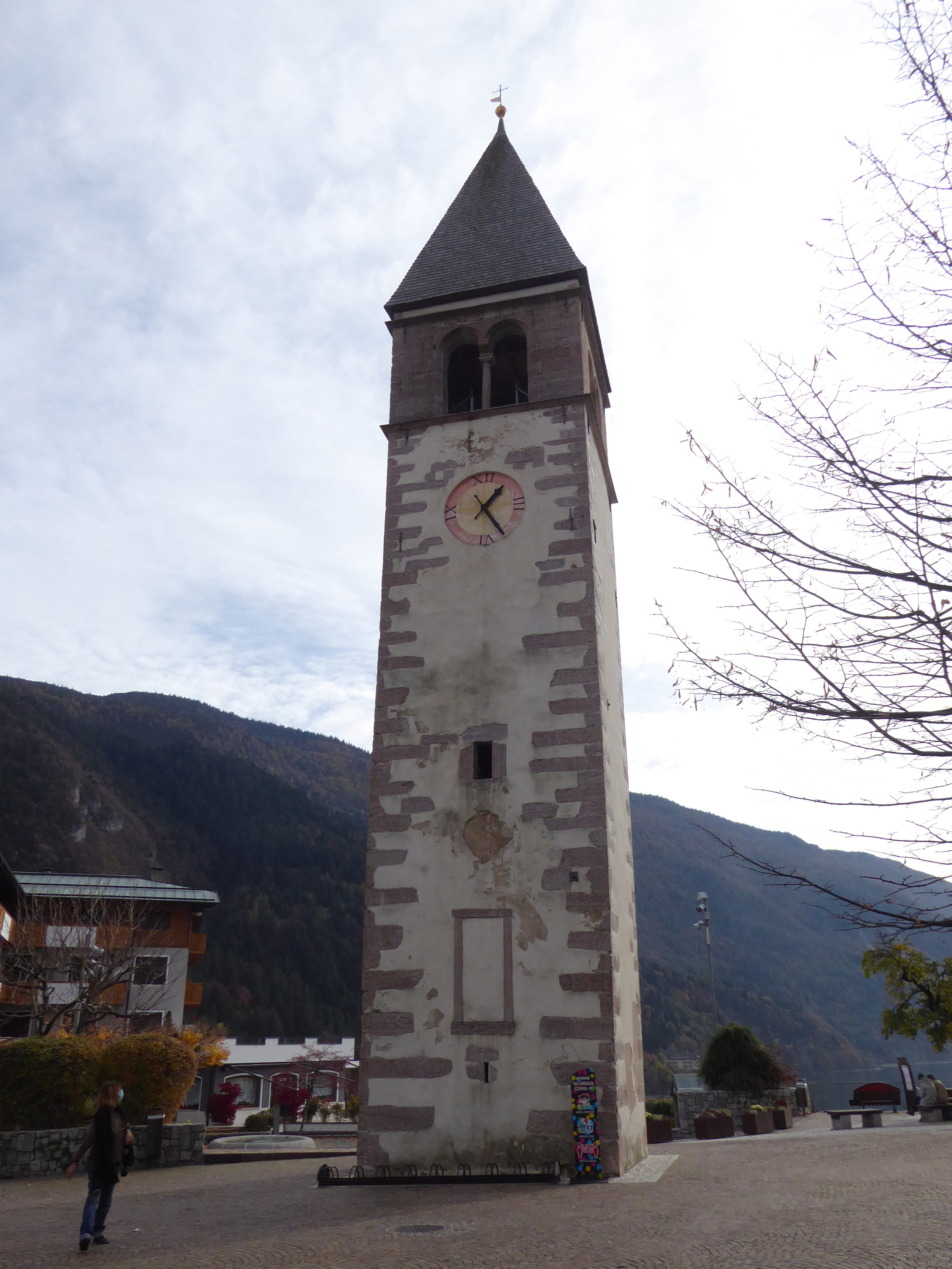
Torre campanaria, la parte più antica della struttura.

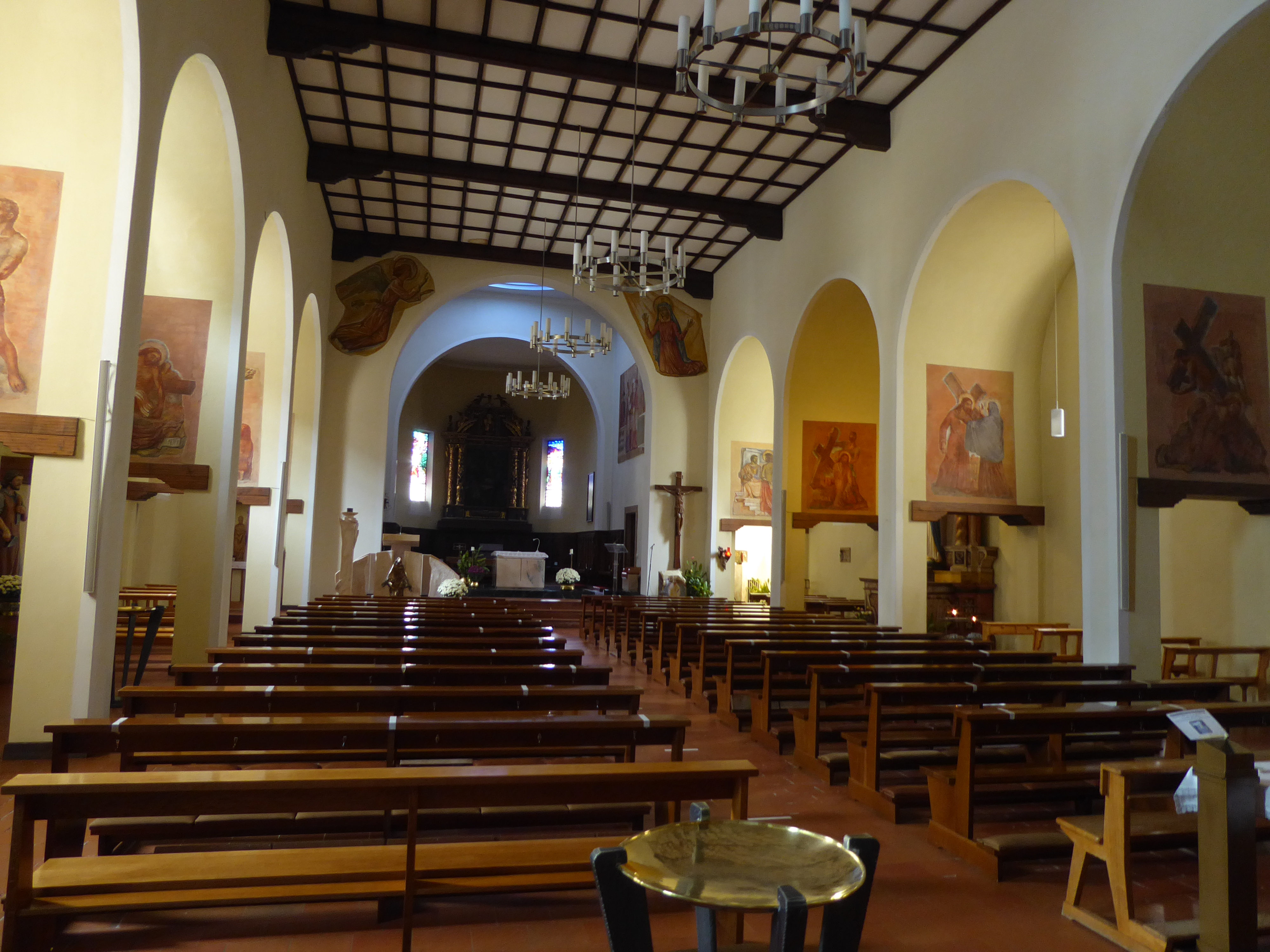
Interno della sala.

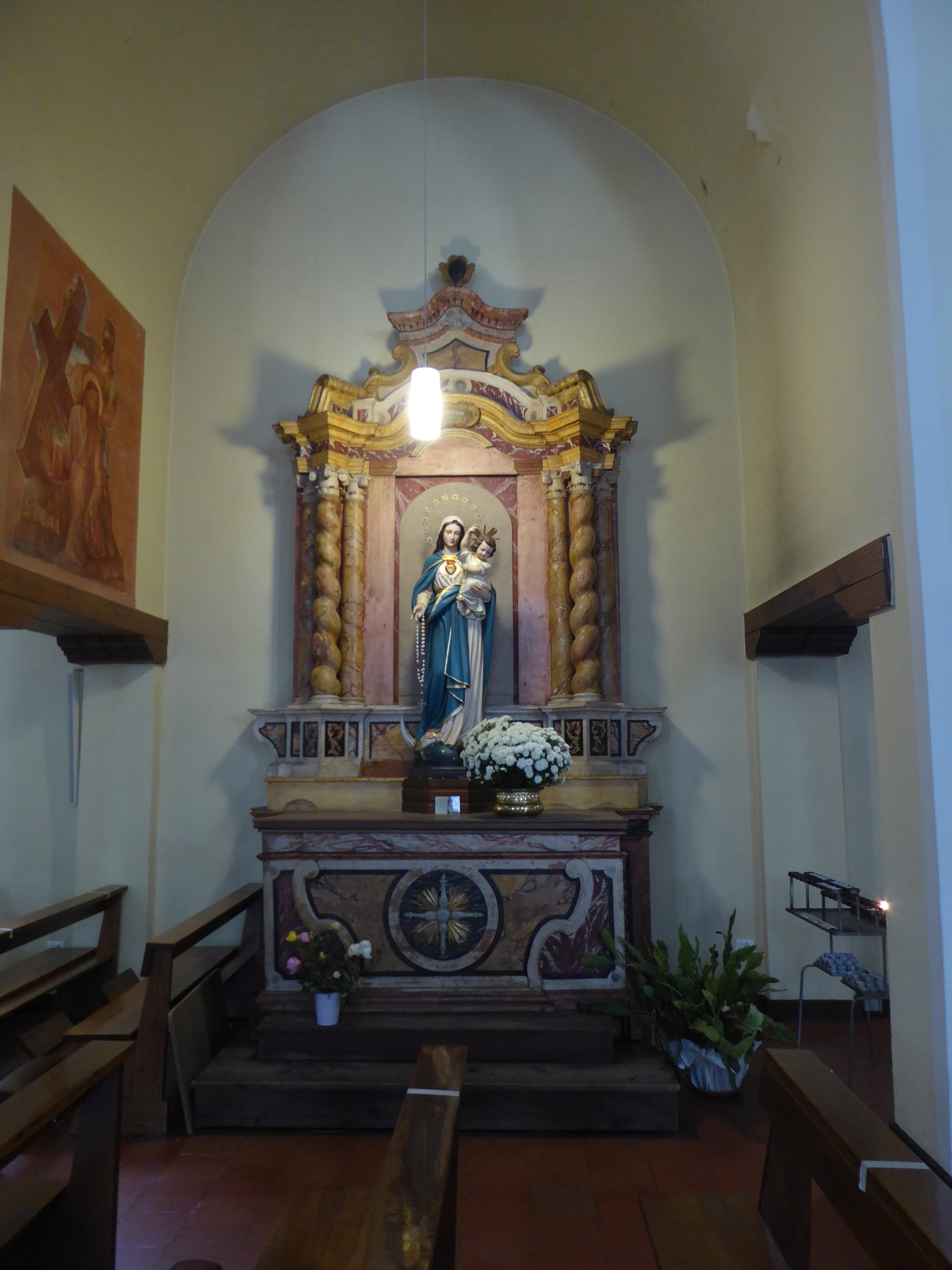
Altare laterale con statua raffigurante la Madonna con Bambino.

La torre campanaria della chiesa è stata eretta sicuramente prima del XVI secolo con funzioni non solo religiose anche se utilizzata probabilmente dall'antica chiesa di San Vigilio. Una visita pastorale del 1616 a quella chiesa registrò la necessità della costruzione di un nuovo e più adeguato luogo di culto per Molveno. I lavori iniziarono quasi subito, nella parte centrale dell'abitato, e vennero ultimati nel 1630. La solenne consacrazione venne celebrata venti anni dopo e nel 1671 il fonte battesimale che si trovava nella chiesa di San Vigilio fu spostato nel nuovo edificio.
All'inizio del XIX secolo la giurisdizione ecclesiastica subì una variazione e la zona di Molveno da quel momento rientrò nella zona pastorale di Mezzolombardo. Dopo la metà del secolo venne ampliata la sagrestia. Già all'inizio del XX secolo si cominciò a pensare alla costruzione di un luogo di culto più adatto alle accresciute necessità della popolazione. Fu preparato un primo progetto dallo studio Oss di Trento, ma sorsero problemi sull'effettiva volontà di costruire o solo ampliare la chiesa esistente, poi lo scoppio della guerra e un incendio che colpì il paese nel 1921 sospesero ogni iniziativa.
Nel 1932 vi fu la sostituzione delle campane, che erano state requisite dagli austriaci oltre quindici anni prima. Finalmente, tra il 1939 e il 1940, si arrivò all'apertura del cantiere ed alla sua chiusura, in modo che la nuova chiesa poté essere solennemente consacrata il 20 novembre 1940. Per altri cinque anni, poi, in pieno secondo conflitto mondiale, proseguirono i lavori di sistemazione, anche delle parti esterne. Il 6 aprile 1943 venne elevata a dignità parrocchiale.
L'antica chiesa curaziale di San Carlo fu demolita nel 1948 e si mantenne solo la sua torre campanaria, che nei due anni seguenti fu restaurata. Nei due decenni successivi venne installato l'organo e fu sistemato l'impianto di riscaldamento. In seguito, negli anni settanta, fu elettrificato il movimento delle campane e fu installato un organo elettronico. Un incendio creò molti danni e fu necessario ricostruire i tetto e sostituire molti degli arredi interni.
Nei primi anni del XXI secolo fu restaurata la torre campanaria e questo comportò la sostituzione completa della sua copertura e la revisione di tutta la struttura. Altri lavori di mantenimento, compresa l'installazione di un sistema contro le intrusioni, furono realizzati entro il 2012.

## Descrizione

### Esterni
La chiesa parrocchiale ha orientamento verso sud ovest. Si trova al centro dell'abitato di Molveno. La facciata a capanna è semplice con due spioventi. Il portale è incorniciato e architravato, protetto da una piccola tettoia sporgente. La torre campanaria è isolata, posta a sinistra della chiesa, ed è la parte storica originale dell'antica curaziale. La cella campanaria si apre con quattro finestre a bifora. La copertura è a piramide a base quadrata.

### Interni
La navata interna è unica, ampia e rettangolare, con il soffitto a cassettoni. Attraverso l'arco santo si accede al presbiterio leggermente elevato. Le decorazioni della sala sono di Carlo Bonacina che affrescò una prima volta le pareti nel 1940 e poi intervenne nel restauro del suo lavoro nel 1977, quando questo si rese necessario in seguito all'incendio che distrusse la chiesa. I due altari lignei provengono dalla precedente chiesa curaziale.